# Poa prichardii
Poa prichardii är en gräsart som beskrevs av Alfred Barton Rendle. Poa prichardii ingår i släktet gröen, och familjen gräs. Inga underarter finns listade i Catalogue of Life.